# Small nuclear RNA
Per small nuclear RNA (piccolo ARN nucleare, abbreviato come snRNA) si intende una piccola molecola (circa 150 nucleotidi) di acido ribonucleico, solitamente molto ricca di uracile, che partecipa alla maturazione dell'mRNA. La localizzazione degli snRNA è tipicamente nel nucleo eucariote. 
Gli snRNA, trascritti dalla RNA polimerasi II o dalla RNA polimerasi III, sono coinvolti in una serie di importanti processi come lo splicing (la rimozione degli introni dal pre-mRNA), la regolazione dei fattori di trascrizione (7SK RNA) o della stessa RNA polimerasi II (B2 RNA) o il mantenimento dei telomeri. 
Un gruppo di snRNA, noti come snoRNA (small nucleolar RNA) sono localizzati nel nucleolo, giocano un ruolo essenziale nella biogenesi dell'RNA e guidano le modificazioni chimiche degli RNA ribosomiali e altri RNA (tRNA e snRNA). 
Si possono trovare associati a specifiche proteine, formando complessi detti snRNP, che insieme formano lo spliceosoma, il macchinario incaricato dello splicing.

## snRNA nello Spliceosoma
Gli snRNA nello Spliceosoma sono sempre associati a proteine specifiche, con cui formano complessi noti come small nuclear ribonucleoproteins (piccole ribonucleoproteine nucleari, o snRNP). Gli snRNP si legano a sequenze specifiche del pre-mRNA substrato. Tramite due reazioni di trans-esterificazione, producono un introne legato a cappio e uniscono i due esoni adiacenti del pre-mRNA. Gli snRNA presenti nello Spliceosoma sono di 5 tipi:  U1 spliceosomal RNA, U2 spliceosomal RNA, U4 spliceosomal RNA, U5 spliceosomal RNA, e U6 spliceosomal RNA; il loro nome deriva dall'alto contenuto di uracile. Nello splicing maggiore, il primo passo è il legame, da parte dell'U1 snRNP, dell'estremita 5' del sito di splicing nell'hnRNA. Ciò crea un complesso che indirizza l'hnRNA allo splicing. Dopo, viene reclutato l'U2 snRNP sul sito di splicing; si viene a formare il complesso A. Il legame di U2 snRNP cambia la conformazione del complesso, rendendo disponibile il nucleotide su cui avverrà lo splicing. A seguito del cambio conformazionale, il complesso formato dagli snRNP U4/U5/U6 si lega al complesso A, formando un nuovo complesso, chiamato complesso B; esso subisce un rimodellamento, e la nuova struttura formatasi è detta complesso C, che è la forma attiva dello spliceosoma, in grado di catalizzare la reazione.
Nello splicing minore, sono coinvolti differenti snRNP, U11, U12, U4atac, U6atac e U5, funzionalmente analoghi agli snRNP coinvolti nello splicing maggiore. Lo splicing minore avviene tramite una via differente dello spicing maggiore.

## U1 snRNA
U1 snRNP è l'iniziatore dell'attività spliceosomale nella cellula, appaiandosi con l'hnRNA. Esperimenti hanno mostrato come U1 snRNP sia presente nello spliceosoma in eguale stechiometria con U2, U4, U5 e U6 snRNP. L'abbondanza di U1 snRNP nelle cellule umane è però molto maggiore rispetto agli altri snRNP. Attraverso esperimenti di gene knockdown per U1 snRNA in cellule di HeLa, si è visto che U1 snRNA è molto importante per la funzione cellulare: lo spegnimento del gene provoca un accumulo di pre-mRNA non processati, osservati tramite microarray genomico. Inoltre, lo spegnimento sembra provocare prematuri tagli e poli-adenilazioni in introni localizzati vicino all'inizio del trascritto. L'effetto non è stato osservato spegnendo altri snRNA coinvolti nello spliceosoma. Ciò sembra suggerire che la grande abbondanza nella cellula di U1 snRNA sia volta a proteggere il pre-mRNA da tagli prematuri.

## snRNP e malattie
Lo studio degli snRNP e snoRNP ha permesso di meglio comprendere alcune importanti malattie.
Atrofia muscolare spinale - Mutazioni nel gene per il motoneurone-1 (SMN1) risultano nella degenerazione dei motoneuroni spinali e grave deperimento muscolare. La proteina SMN assembla gi snRNP di classe Sm, probabilmente anche snoRNP e altre ribonucleoproteine. L'atrofia muscolare spinale colpisce 1 individuo su 6.000 ed è la seconda causa di malattie neuromuscolari, dopo la Distrofia muscolare di Duchenne.
Discheratosi Congenita - Mutazioni negli snRNP assemblati sono anche risultate causa della discheratosi congenita, una rara sindrome che si manifesta tramite cambiamenti anormale nella pelle, nelle unghie e nelle membrane mucose. Gli effetti ultimi della malattia includono insufficienza del midollo osseo e cancro. È stato mostrato che l'insorgenza della sindrome deriva da mutazioni in diversi geni, tra i quali discherina, RNA telomerasi e telomerasi trascrittasi inversa.
Sindrome di Prader-Willi - Questa sindrome colpisce circa 1 persona su 12.000 e i sintomi comprendono appettito estremo, problemi cognitivi e comportamentali, basso tono muscolare e bassa statura. La sindrome è stata collegata alla delezione di una regione del cromosoma 15 paternale, regione che non viene espressa nel cromosoma di origine materna. Questa regione include uno snRNA cerebro-specifico che riconosce l'mRNA per il recettore 2C per la serotonina.
È stata rilevata una correlazione tra pazienti malati di leucemia mieloide acuta e mutazioni all'interno di alcuni componenti dello splicing centrale. Solitamente sono mutazioni eterozigoti e generalmente non si manifestano nei pazienti. Queste mutazioni dei componenti dello splicing del nucleo sono state riscontrate nel 15% dei pazienti malati di leucemia mieloide acuta, specialmente in sottotipi specifici di LMA come mielodisplasia (MDA) e neoplasie mieloproliferative (MPN).

## Modifiche post-traduzionali
Negli eucarioti, è stata rilevata una quota significativa di 2'-O-metilazioni e pseudouridilazioni a carico degli snRNA. Queste modifiche sono associate all'attività degli snoRNA, i quali normalmente modificano i pre-rRNA ma sono stati visti essere coinvolti nelle modifiche a carico di altri target RNA, quali gli snRNA. Infine, l'oligo-adenilazione (coda di poli-A breve), può determinare il destino di un snRNA (di solito non viene poli-adenilato) e quindi indurre la degradazione dello stesso. Questo meccanismo che regola l'abbondanza degli snRNA nella cellula, è accoppiato ad estesi cambiamenti dello spliging alternativo degli RNA.